# Въоръжени сили на Босна и Херцеговина
Въоръжените сили на Босна и Херцеговина (на сърбохърватски: Oružane snage Bosne i Hercegovine, OSBiH) са единствената военна сила на Република Босна и Херцеговина. Създадени са през 2005 г., обединявайки Войската на Федерация Босна и Херцеговина (Vojskа Federacije Bosne i Hercegovine (VFBiH)) на босненците и хърватите и Войската на Реоублика Сръбска (Vojskа Republike Srpske (VRS)). Върховен главнокомандващ на ВС БиХ е колективното Президентство на държавата, а граждански контрол се осъществява от Министъра на отбраната, на когото докладва Обединеният щаб на ВС БиХ (Zajednički štab OSBiH). Въоръжените сили са важна част от продължителния и болезнен процес на помиряване на разничните етнически групи на държавата, водили особено кръвопролитната Война в Босна и Херцеговина между 1992 г. и 1995 г. Така въоръжените сили на босненци, сърби и хървати са обединени всяка в един национален пехотен полк – 1-ви хърватски, 2-ри босненски и 3-ти сръбски. От тях са формирани три междунационални пехотни бригади. Щабът на всяка от тях е разположен зедно с щаба на национален пехотен батальон, а командирът, един пехотен батальон и спомагателните подразделения са от един етнос. Другите два пехотни батальона са от другите два основни етноса. Авиационната и Логистичната бригади и другите подразделения за поддръжка са със смесен състав.

## История
При подписването на Дейтънското мирно спорзумение в Босна и Херцеговина съществуват две отделни военни формации – Войската на Република Сръбска (на босненските сърби) и Войската на Федерацията на Босна и Херцеговина (обединила босненската Армия на Република Босна и Херцеговина и хърватския Хърватски съвет за отбрана).
Първата организирана и значима военна сила на територията на страната е Териториалната отбрана на Босна и Херцеговина (Teritorijalna odbrana Bosne i Hercegovine), формирана на 8 април 1992 г. от босненците, а противопоставяне на федералната югославска армия, на основата на Териториалната отбрана, съществувала като резервен компонент на Югославската народна армия. Генерал Сефер Халилович я трансформира в Армия на Босна и Херцеговина. 
Хърватите на територията на Босна и Херцеговина формират своето държавно образувание Херцег-Босна и въоръжено формирование за защитата му – Хърватски съвет за отбрана (Hrvatsko vijeće odbrane) на 8 април 1992 г. С решенията, постигнати с Дейтънското мирно споразумение Хърватският съвет за отбрана е интегриран в армията на босненските мюсюлмани.
Войската на Република Сръбска (Vojska Republike Srpske) е формирана на 12 май 1992 г. на територията на свой ред отцепилата се от Босна и Херцеговина Република Сръбска. През 2006 г. двете формирования са обединени в днешните Въоръжени сили на Босна и Херцеговина.

## Задачи на ВС БиХ
- участие в операции за колетивна сигурност, опазване на мира и самоотбрана, включително борба с тероризма
- защита на суверенитета и териториалната цялост на Босна и Херцеговина като независима държава и на нейните граждани
- оказване на помощ на населението при природни бедствия и аварии
- сапьорна работа по деминиране на територията на Босна и Херцеговина
- изпълнение на международни отговорности на Босна и Херцеговина[1]

## Структура на ВС БиХ
Обединен щаб на Въоръжените сили на Босна и Херцеговина (Zajednički štab Oružanih snaga Bosne i Hercegovine) е разположен в квартал Бистрика на Сараево. на негово подчинение са две формации – Оперативно командване на Въоръжените сили на Босна и Херцеговина (OKOSBiH) в натовската база Бутмир край Сараево и Командване за поддръжка на Въоръжените сили на Босна и Херцеговина (KPOSBiH) в казарма Козара в Баня Лука.
Трите пехотни полка са наследници на въоръжените формации на босненските мюсюлмани (Armijа Republike Bosne i Hercegovine (ARBiH)), босненските хървати (Hrvatsko vijećе odbrane (HVO)) и на босненските сърби (Vojske Republike Srpske (VRS)). 
- Оперативно командване (База Бутмир, Сараево)
  - 4-та Пехотна бригада (хърватска) (Чаплиня)
    - 1-ви Пехотен батальон (хърватски) (Ливно)
    - 2-ри Пехотен батальон (сръбски) (Билеча)
    - 3-ти Пехотен батальон (босненски) (Горажде)
    - Артилерийски батальон (Мостар)
    - Разузнавателна рота (Чаплиня)
    - Свързочен взвод (Чаплиня)

- - 5-а Пехотна бригада (босненска) (База Орао, Тузла)
    - 1-ви Пехотен батальон (босненски) (База Орао, Тузла) 
    - 2-ри Пехотен батальон (хърватски) (Киселяк) 
    - 3-ти Пехотен батальон (сръбски) (Бйелина) 
    - Артилерийски батальон (Зепче) 
    - Разузнавателна рота (База Орао, Тузла) 
    - Свързочен взвод (База Орао, Тузла)

- - 6-а Пехотна бригада (сръбска) (Козара, Баня Лука)
    - 1-ви Пехотен батальон (сръбски) (Козара, Баня Лука)
    - 2-ри Пехотен батальон (босненски) (Бихач)
    - 3-ти Пехотен батальон (хърватски) (Орашйе)
    - Артилерийски батальон (Добой)
    - Разузнавателна рота (Козара, Баня Лука)
    - Свързочен взвод (Козара, Баня Лука)

- - Бригада за тактическа поддръжка (Сараево)
    - Брониран батальон (База Орао, Тузла)
    - Военноразузнавателен батальон (Бутиле, Сараево) 
    - Батальон военна полиция (Бутиле, Сараево)
    - Инженерен батальон (Дервента)
    - Сапьорен батальон (Райловац, Сараево) 
    - Рота за ЯХБЗ (База Орао, Тузла)

    - Свързочна рота (Пале) 

  - Бригада военна авиация и ПВО (Маховляни – Баня Лука)

    - Вертолетна ескадрила (Маховляни) Ми-8
    - Вертолетна ескадрила (Сараево) UH-1H
    - Батальон за авиационна поддръжка (авиотехничеки) (Сараево и Баня Лука)

    - Батальон за ПВО (Сараево)
    - Батальон за наблюдение на въздушното пространство и управление (Баня Лука)

- Командване за поддръжка на ВС БиХ (Баня Лука)

  - Командване за управление на персонала (Баня Лука)
  - Командване за обучение и доктрина(Травник)
  - Командване за логистика(Добой)

## Командване и контрол на ВС БиХ
Върховен главнокомандващ на Въоръжените сили на Босна и Херцеговина е колективното Председателство на държавата. Министърът на отбраната отговаря за провеждане на отбранителната политика на страната, за бойната готовност на силите и тяхното обезпечаване с личен състав, въоръжение, техника и други материали. Оперативното управление на силите се осъществява от Обединения щаб (Zajednički štab OS BIH).

## Видове, родове и служби на ВС БиХ

### Видове въоръжени сили
- Сухопътни войски
- Авиация и противовъздушна отбрана

### Родове войски
- Пехота
- Артилерия
- Артилерийско-ракетна ПВО
- Броне-механизирани единици
- Авиация
- Инженерни войски
- Свързочни войски
- Ядрена, химическа и биологическа защита
- Радиоелектронно разузнаване и радиоелектронна борба
- Наблюдение на въздушното пространство
- Военно разузнаване

### Служби
- Техническа служба
- Авиотехническа служба
- Служба военна полиция
- Транспортна служба
- Интендантска служба
- Санитарна служба
- Ветеринарна служба
- Строителна служба
- Финансова служба
- Правна служба
- Геодезистка служба
- Информационна служба
- Музикална служба
- Религиозна служба

## Полкове
Пехотните полкове са наследници и съхраняват традициите на войсковите формации на трите основни етноса, формиращи държавата (босненци или бошняци, сърби и хървати). Полковете не са оперативни, а административни подразделения за управление на персонала.